# Еміль Скамене
Еміль Скамене (27 серпня 1941, Бучач, нині Тернопільська обл. Україна — 3 жовтня 2024) — канадський імунолог і дослідник медицини.

## Біографія
Еміль Скамене народився в Бучачі у 1941 році. У Чехословаччині, в Карловому університеті, він вивчав медицину. У 1968 році переїхав до Бостона, щоб закінчити докторантуру в Гарвардській медичній школі. В Університеті Макгілла закінчив клінічну підготовку з алергології та імунології .
У 1988 році заснував Центр з вивчення резистентності організму в Університеті Макгілла. Працював директором з досліджень Центру охорони здоров’я Університету Макгілла, директором Центру вивчення резистентності організмів, а також професором кафедри медицини, кафедри генетики людини та Інституту паразитології.

## Нагороди
1980р. — Медаль Королівського коледжу лікарів і хірургів Канади з медицини.
1991р. — премія Сінадера від Канадського товариства імунології.
1992р. — Премія Канадської ради мистецтв Ізаака-Уолтона-Кіллама, премія Всесвітньої організації охорони здоров’я.
1994р. — Prix Acfas Prix Acfas (Асоціація франкомовних за знання).
1997р. — став членом Королівського товариства Канади. Міжнародна премія Медичного інституту Говарда Хьюза.
2001р. — отримав премію Армана-Фрапп'є.
2005р. — отримав звання кавалера Національного ордена Квебеку

## Публікації
Опублікував 253 праці.
Доктор Скамене опублікував понад 170 статей у провідних журналах і працював у рецензійних радах 9 наукових журналів. Активний член 24 національних і міжнародних наукових організацій, його часто запрошують як спікера по всьому світу.